# Галеевка-2
Галеевка-2 — деревня в Рославльском районе Смоленской области России. Входит в состав Грязенятского сельского поселения. Население — 1 житель (2007 год). 
На 2012 год население - 0 (ноль) человек. Существует в виде нескольких садов и пары нежилых домов.
Расположена в южной части области в 16 км к югу от Рославля, в 9 км юго-западнее автодороги А141 Орёл — Витебск, на берегу реки Кочевка. В 13 км северо-восточнее деревни расположена железнодорожная станция Липовская на линии Рославль — Брянск.

## История
В годы Великой Отечественной войны деревня была оккупирована гитлеровскими войсками в августе 1941 года, освобождена в сентябре 1943 года.